# Consiglio dei ministri dell'Uruguay
Il Consiglio dei ministri dell'Uruguay (in spagnolo: Consejo de Ministros del Uruguay) è un organo costituzionale, politico e collegiale composto dal Presidente della Repubblica, dal vicepresidente e dai responsabili dei rispettivi portafogli ministeriali dell'Uruguay. Questo consiglio si riunisce di solito il lunedì mattina nella Torre esecutiva di Montevideo, anche se a volte si incontra nella Residenza di Suárez y Reyes o nell'Estancia presidenziale di Anchorena.

## Membri del Consiglio dei ministri
| Ministero                                                                  | Titolare                 | Dal           | Partito     | Partito              |
| -------------------------------------------------------------------------- | ------------------------ | ------------- | ----------- | -------------------- |
| Presidenza della Repubblica                                                | Luis Alberto Lacalle Pou | 1º marzo 2020 |             | Partito Nazionale    |
| Vicepresidenza della Repubblica                                            | Beatriz Argimón          | 1º marzo 2020 |             | Partito Nazionale    |
| Segretariato della Presidenza                                              | Álvaro Delgado           | 1º marzo 2020 |             | Partito Nazionale    |
| Vicesegretariato della Presidenza                                          | Rodrigo Ferrés           | 1º marzo 2020 |             | Partito Nazionale    |
| Ufficio di pianificazione e bilancio                                       | Isaac Alfie              | 1º marzo 2020 |             | Partito Colorado     |
| Ministero dell'economia e delle finanze                                    | Azucena Arbeleche        | 1º marzo 2020 |             | Partito Nazionale    |
| Ministero delle relazioni estere                                           | Francisco Bustillo       | 6 luglio 2020 |             | Partito Nazionale    |
| Ministero della salute pubblica                                            | Daniel Salinas           | 1º marzo 2020 |             | Cabildo Aperto       |
| Ministero dell'interno                                                     | Jorge Larrañaga          | 1º marzo 2020 |             | Partito Nazionale    |
| Ministero dell'istruzione e della cultura                                  | Pablo Da Silveira        | 1º marzo 2020 |             | Partito Nazionale    |
| Ministero della difesa nazionale                                           | Javier García Duchini    | 1º marzo 2020 |             | Partito Nazionale    |
| Ministero dello sviluppo sociale                                           | Pablo Bartol             | 1º marzo 2020 |             | Partito Nazionale    |
| Ministero del bestiame, dell'agricoltura e della pesca                     | Carlos María Uriarte     | 1º marzo 2020 |             | Partito Nazionale    |
| Ministero dell'industria, dell'energia e delle miniere                     | Omar Paganini            | 1º marzo 2020 |             | Partito Nazionale    |
| Ministro dei trasporti e dei lavori pubblici                               | Luis Alberto Héber       | 1º marzo 2020 |             | Partito Nazionale    |
| Ministero degli alloggi, della pianificazione territoriale e dell'ambiente | Irene Moreira            | 1º marzo 2020 |             | Cabildo Aperto       |
| Ministero del lavoro e della previdenza sociale                            | Pablo Mieres             | 1º marzo 2020 |             | Partito Indipendente |
| Ministero del turismo                                                      | Germán Cardoso           | 1º marzo 2020 |             | Partito Colorado     |
| Fonte:                                                                     | [ 3 ] [ 4 ]              | [ 3 ] [ 4 ]   | [ 3 ] [ 4 ] | [ 3 ] [ 4 ]          |